# Cocks Glacier
Cocks Glacier är en glaciär i Antarktis. Den ligger i Östantarktis. Nya Zeeland gör anspråk på området. Cocks Glacier ligger 374 meter över havet.
Terrängen runt Cocks Glacier är kuperad åt nordost, men åt sydväst är den platt. Trakten är obefolkad. Det finns inga samhällen i närheten. 